# 園生町
園生町（そんのうちょう）は、千葉県千葉市稲毛区の町名。郵便番号は263-0051。

## 地理
町域は非常に広大で、同区の小仲台付近から若葉区愛生町付近までまたがる。縄文時代から人が住み、園生貝塚が残っている。

### 地価
住宅地の地価は、2014年（平成26年）1月1日の公示地価によれば、園生町521番74の地点で9万9200円/m2となっている。

## 歴史
- 明治以前 - 下総国千葉郡園生村
- 1869年（明治2年）1月13日 - 葛飾県の成立に伴い、葛飾県千葉郡園生村となる。
- 1871年（明治4年）12月25日 - 印旛県の成立に伴い、印旛県千葉郡園生村となる。
- 1873年（明治6年）6月15日 - 印旛県と木更津県が合併して千葉県が誕生したのに伴い、千葉県千葉郡園生村となる。
- 1889年（明治22年）4月1日 - 同じ千葉郡内の、小中台村・西寺山村・原村・高品村・宮野木村・東寺山村・萩台村・殿台村・作草部村と合併して都賀村となる。
- 1937年（昭和12年）2月11日 - 都賀村が、同じ千葉郡内の蘇我町・検見川町・都村と共に千葉市へ編入される。
- 1938年（昭和13年）4月1日 - 千葉市園生町となる。
- 1992年（平成4年）4月1日 - 千葉市が政令指定都市へ移行し、稲毛区の一部になる。

### 住所の変遷
- 1889年 - 1937年 ： 千葉県千葉郡都賀村大字園生
- 1938年 - 1992年 ： 千葉県千葉市園生町
- 1992年 - ： 千葉県千葉市稲毛区園生町

## 世帯数と人口
2017年（平成29年）9月30日現在の世帯数と人口は以下の通りである。
| 町丁   | 世帯数    | 人口     |
| ------ | --------- | -------- |
| 園生町 | 9,344世帯 | 21,659人 |

## 小・中学校の学区
市立小・中学校に通う場合、学区は以下の通りとなる。
| 番地 | 小学校                 | 中学校               |
| --- | ---------------------- | -------------------- |
| 1～237番地、239～241番地、243～269番地、564～569番地 598～750番地、751番地1～3、751番地5以降、783～848番地 849番地9、874～877番地、1223番地、1274～1296番地 1301番地、1303～1305番地 | 千葉市立園生小学校     | 千葉市立小中台中学校 |
| 468番地43～45、469～472番地、849番地1〜2・11 851番地1〜2・6〜7、872〜873番地、880番地、881番地1 882番地1・4、883番地1・7、884番地1 885～1001番地（987番地2を除く。）、1015～1042番地 1104～1129番地、1162番地、1170～1180番地 1183～1222番地、1249番地、1255番地1・5 1256～1259番地、1265～1268番地 | 千葉市立小中台小学校   | 千葉市立小中台中学校 |
| 346～348番地、368番地、372番地、374～377番地 386〜387番地、441～468番地（468番地43～45を除く。） 473番地 487～526番地（507番地20～29、513番地29～31を除く。） 881番地2、882番地2、883番地2、884番地2、987番地2 1002～1013番地                                                                       | 千葉市立あやめ台小学校 | 千葉市立草野中学校   |
| 369～371番地、373番地、378～385番地、388～420番地 1306〜1307番地、1309〜1310番地、1312番地、1317番地 1320～1325番地、1329番地、1340番地、1346〜1347番地 1351〜1352番地、1366番地、1377番地、1389番地 1399番地、1406〜1407番地、1411〜1412番地                                                       | 千葉市立草野小学校     | 千葉市立草野中学校   |
| 849番地3（コープ園生） | 千葉市立柏台小学校     | 千葉市立小中台中学校 |
| 270～281番地、310～345番地、507番地20～30 513番地29～31、544～563番地、570～597番地、751番地4 752～782番地 | 千葉市立柏台小学校     | 千葉市立緑が丘中学校 |
| 238番地、242番地（勧銀土地の分譲地） | 千葉市立宮野木小学校   | 千葉市立緑が丘中学校 |
| 1413～1421番地 | 千葉市立千草台小学校   | 千葉市立千草台中学校 |

- 学区外通学承認地域

| 番地・区域                                    | 通学承認校                                |
| --------------------------------------------- | ----------------------------------------- |
| 宮園自治会の区域                              | 千葉市立小中台中学校                      |
| 200 番地台、599～800番地台(コープ園生を除く｡) | 千葉市立柏台小学校 千葉市立緑が丘中学校   |
| 1012〜1013番地                                | 千葉市立千草台小学校 千葉市立千草台中学校 |
| 草野中通学区域内で京葉道路を境に小中台中側    | 千葉市立小中台中学校                      |

## 施設
- 千葉市立草野小学校
- 千葉市立柏台小学校
- 千葉市立あやめ台小学校
- 千葉市立草野中学校
- 宮野木保育所
- オーツーパーク
- ジョイフル本田千葉店
- マクドナルド16号穴川店
  - 千葉市立園生小学校はかつて園生町に所在したが、第二次世界大戦中に校舎が焼失し、戦後に同地に再建されたが、1949年に小中台町の厚生省留守業務部の跡地に移転している。

## バス停留所
- 京成バス
  - 「小中台保育所入口（京成団地線）
  - 「園生台公園入口」（京成団地線・稲毛海岸線）
  - 「園生小学校入口」（京成団地線・宮野木線）
  - 「園生交差点」（あやめ台団地線・ファミールハイツ線・宮野木小学校線）
  - 「スポーツセンター駅」・「スポーツセンター」（あやめ台団地線・横戸線・長沼原線）
  - 「萩台入口」・「草野団地入口」（あやめ台団地線・横戸線）
  - 「園生口」・「園生」（宮野木線）
  - 「オーツーパーク」・「草野小学校入口」・「ザ・クイーンズガーデン稲毛」（長沼原線）
  - 「穴川橋下」・「第二あやめ入口」・「柏台小学校」（ファミールハイツ線・宮野木小学校線）
- 平和交通バス
  - 「あさま台入口」・「園生町交差点」（平和交通本社線）

## 出身・ゆかりのある人物
- 石橋善右衛門（農業[6]、地主[7]）
- 石橋善左衛門（農業[8]）